# Lilla miljonärskan
Lilla miljonärskan (engelska: Poor Little Rich Girl) är en amerikansk musikalfilm från 1936 i regi av Irving Cummings. Filmen är baserad på 1913 års teaterpjäs av Eleanor Gates. och 1917 års film.
Filmen spelades in i Fort Lee, New Jersey som var en viktig plats för amerikansk filminspelning under det tidiga 1900-talet. 1991 förklarades filmen som kulturellt värdefull av USA:s kongressbibliotek, och det beslutades att filmen skulle bevaras av National Film Registry.

## Handling
Barbara Barry är dotter till miljonären Richard Barry. Han oroar sig över att hon tillbringar för mycket tid ensam i stället för med andra barn, och skickar henne till en internatskola. På vägen till järnvägsstationen blir Barbaras barnflicka påkörd och Barbara smiter iväg, och antar rollen som föräldralös.

## Rollista
- Shirley Temple - Barbara Barry
- Michael Whalen - Richard Barry, Barbaras far
- Jack Haley - Jimmy Dolan, vaudevilleartist, Jerrys make
- Alice Faye - Jerry Dolan, vaudevilleartist, Jimmy Dolans fru
- Gloria Stuart - Margaret Allen
- Claude Gillingwater - Peck
- Sara Haden - Collins, en av Barrys betjänter
- Jane Darwell - Woodward, en av Barrys betjänter
- Arthur Hoyt - Percival Hooch, Pecks assistent
- Henry Armetta - Tony
- Tony Martin - Radiosångare (ej krediterad)
- Paul Stanton - George Hathaway
- Charles Coleman - Stebbins
- John Wray - Flagin
- Tyler Brooke - Dan Ward
- Mathilde Comont - Tonys fru

### Fotnoter
1. ↑  The Poor Little Rich Girl as presented on Broadway at the Hudson Theatre January 21, 1913 to June 1913; IBDb.com
2. ↑  ”Studios and Films” (på engelska). Fort Lee Film Commission. Arkiverad från originalet den 5 april 2011. https://web.archive.org/web/20110405152556/http://www.fortleefilm.org/studios.html. Läst 2 oktober 2014.